# فندق دار السلام
32°04′23.44″N 23°58′03.18″E / 32.0731778°N 23.9675500°E

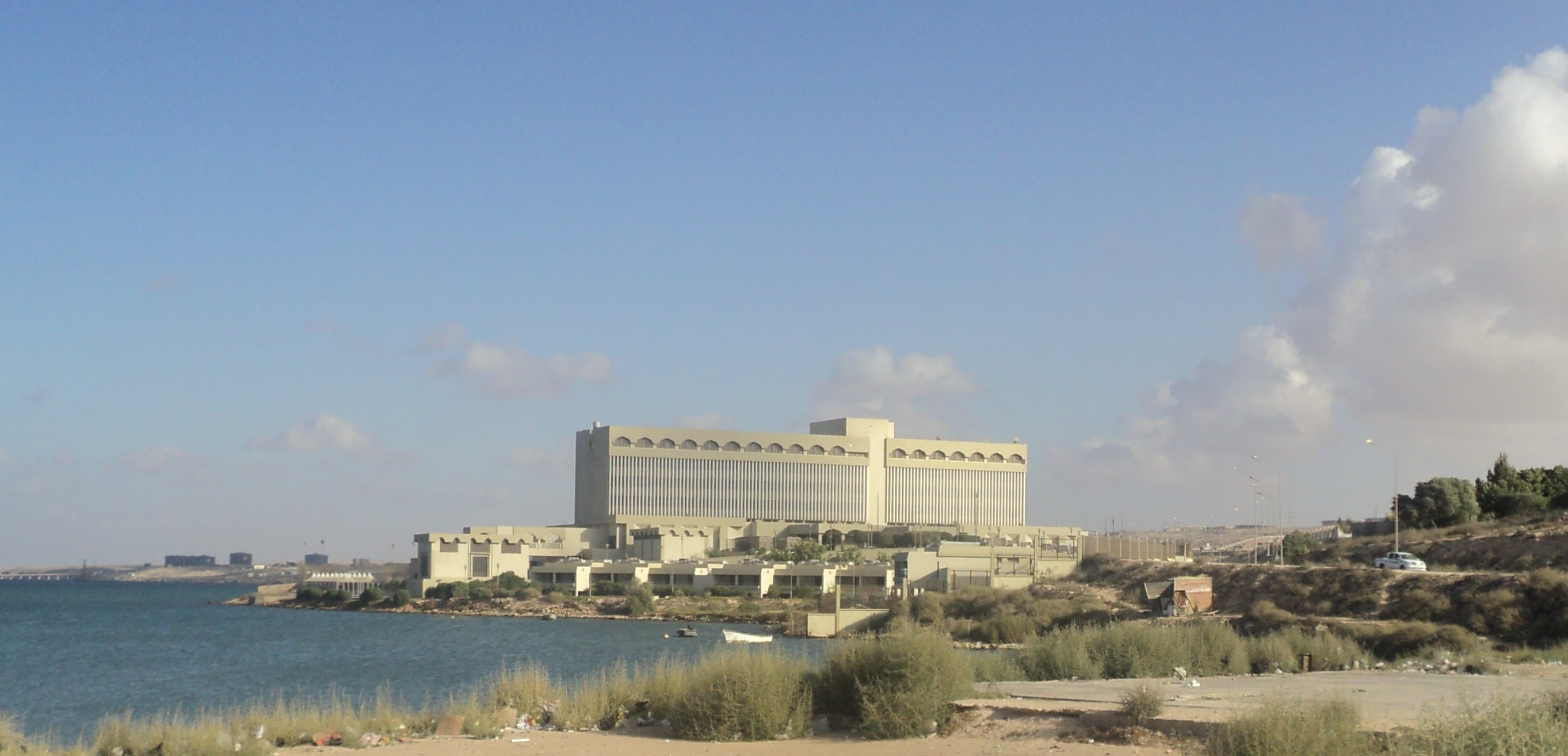
فندق دار السلام (المسيرة سابقاً)

فندق دار السلام (فندق المسيرة سابقاً) بطبرق، ليبيا. فندق خمسة نجوم مملوك لشركة الضمان للاستثمارات الفندقية، التي تأسست العام 2007، لتتولى استثمار أموال صندوق التقاعد في ليبيا وأصوله بأنواعها في المجالات المختلفة بما في ذلك المحافظ المالية.
يعتبر الفندق أكبر فنادق المدينة، تأسس العام 1984، خضع في 2009 للصيانة من قبل شركة «ت ام ال-tml» التركية.
استضاف في أغسطس 2014 اجتماعات النواب المنتخبين لمجلس النواب الليبي والذين كان من المفترض أن يعقدوا جلساتهم في بنغازي، لكنهم عقدوها في طبرق بسبب الآمان النسبي في المدينة وبسبب المعارك التي دارت في بنغازي ضمن ما عُرفت باسم عملية الكرامة.

## وصلة خارجية
موقع للفندق (غير رسمي)